# Riigikogu
Riigikogu is het parlement van Estland. Dit parlement telt 101 leden. De eerste verkiezingen werden gehouden in 1920. In 1934 werd het parlement buiten werking gesteld door een staatsgreep van de toenmalige premier Konstantin Päts.
In 1992 werden, nadat Estland na meer dan 40 jaar bezetting door de Sovjet-Unie, nazi-Duitsland en opnieuw de Sovjet-Unie zijn onafhankelijkheid had herkregen, voor het eerst sinds de jaren 1930 weer verkiezingen gehouden voor de Riigikogu.
Het parlement is gevestigd in een gebouw dat onderdeel is van het Toompeakasteel (Toompea loss) in de hoofdstad Tallinn.